# Jogos do Sudeste Asiático de 1985
Os Jogos do Sudeste Asiático de 1985 foram a 13ª edição do evento multiesportivo, realizado na cidade de Banguecoque - que sedioou o evento pela quarta vez -, na Tailândia, entre os dias 8 e 17 de dezembro.

## Países participantes
Oito países participaram do evento:
- Brunei
- Camboja
- Tailândia
- Myanmar
- Malásia
- Singapura
- Indonésia
- Filipinas

## Modalidades
Foram disputadas dezoito modalidades nesta edição dos Jogos:
| - Atletismo - Badminton - Basquete - Boliche - Boxe - Ciclismo - Esportes aquáticos - Futebol - Ginástica | - Judô - Levantamento de peso - Sepaktakraw - Tênis - Tênis de mesa - Tiro - Tiro com arco - Vela - Vôlei |

## Quadro de medalhas
País sede destacado.
| Ordem | País      | Medalha de ouro | Medalha de prata | Medalha de bronze |     |
| ----- | --------- | --------------- | ---------------- | ----------------- | --- |
| 1     | Tailândia | 92              | 66               | 59                | 217 |
| 2     | Indonésia | 62              | 73               | 76                | 211 |
| 3     | Filipinas | 43              | 54               | 32                | 129 |
| 4     | Malásia   | 26              | 28               | 32                | 86  |
| 5     | Singapura | 16              | 11               | 23                | 50  |
| 6     | Myanmar   | 13              | 19               | 34                | 66  |
| 7     | Brunei    |                 |                  | 3                 | 3   |
| TOTAL | TOTAL     | 252             | 251              | 259               | 762 |